# Lucas Barbosa
Lucas Henrique Barbosa (Bebedouro, 22 febbraio 2001) è un calciatore brasiliano, centrocampista del RB Bragantino.

## Carriera
Cresciuto nel settore giovanile del Santos, ha esordito in prima squadra il 19 aprile 2021 disputando l'incontro del Campionato Paulista vinto per 2-1 contro l'Inter de Limeira.

## Statistiche

### Presenze e reti nei club
Statistiche aggiornate al 14 maggio 2022.
| Stagione        | Squadra         | Campionato      | Campionato | Campionato | Coppe nazionali | Coppe nazionali | Coppe nazionali | Coppe continentali | Coppe continentali | Coppe continentali | Altre coppe | Altre coppe | Altre coppe | Totale | Totale |
| Stagione        | Squadra         | Comp            | Pres       | Reti       | Comp            | Pres            | Reti            | Comp               | Pres               | Reti               | Comp        | Pres        | Reti        | Pres   | Reti   |
| --------------- | --------------- | --------------- | ---------- | ---------- | --------------- | --------------- | --------------- | ------------------ | ------------------ | ------------------ | ----------- | ----------- | ----------- | ------ | ------ |
| 2021            | Santos          | A1/SP+A         | 2+0        | 0          | CB              | 0               | 0               | CL+CS              | 0                  | 0                  | CP          | 1           | 0           | 3      | 0      |
| 2022            | Santos          | A1/SP+A         | 6+26       | 1+2        | CB              | 3               | 0               | CS                 | 6                  | 1                  |             | -           | -           | 41     | 4      |
| 2023            | Santos          | A1/SP+A         | 10+4       | 2+0        | CB              | 4               | 1               | CS                 | 4                  | 0                  |             | -           | -           | 22     | 3      |
| 2023            | Coritiba        | A               | 2          | 0          | CB              | 0               | 0               |                    | -                  | -                  |             | -           | -           | 2      | 0      |
| Totale carriera | Totale carriera | Totale carriera | 50         | 5          |                 | 7               | 1               |                    | 10                 | 1                  |             | 1           | 0           | 68     | 7      |